# Meritxell Basté i Batalla
Meritxell Basté Batalla (Barcelona, 20 de desembre de 1970) és una jugadora de rugbi catalana, ja retirada.
Membre de l'equip de la Universitat de Barcelona i del Club de Rugbi Bonanova, jugava en la posició de tercera línia. Internacional amb la selecció espanyola en disset ocasions, va aconseguir la medalla d'or al Campionat d'Europa de 1995. Va retirar-se de la competició el 1999. Posteriorment, va practicar el socorrisme i salvament esportiu en la categoria màsters, aconseguint dues medalles d'argent al Campionat d'Europa d'Alacant 2017.

## Palmarès
Selecció espanyola
- 1 medalla d'or al Campionat d'Europa de rugbi femení: 1995
- 2 medalles d'argent al Campionat d'Europa de rugbi femení: 1996, 1999
- 1 medalla de bronze al Campionat d'Europa de rugbi femení: 1997